# Nebukadnessar (opera)

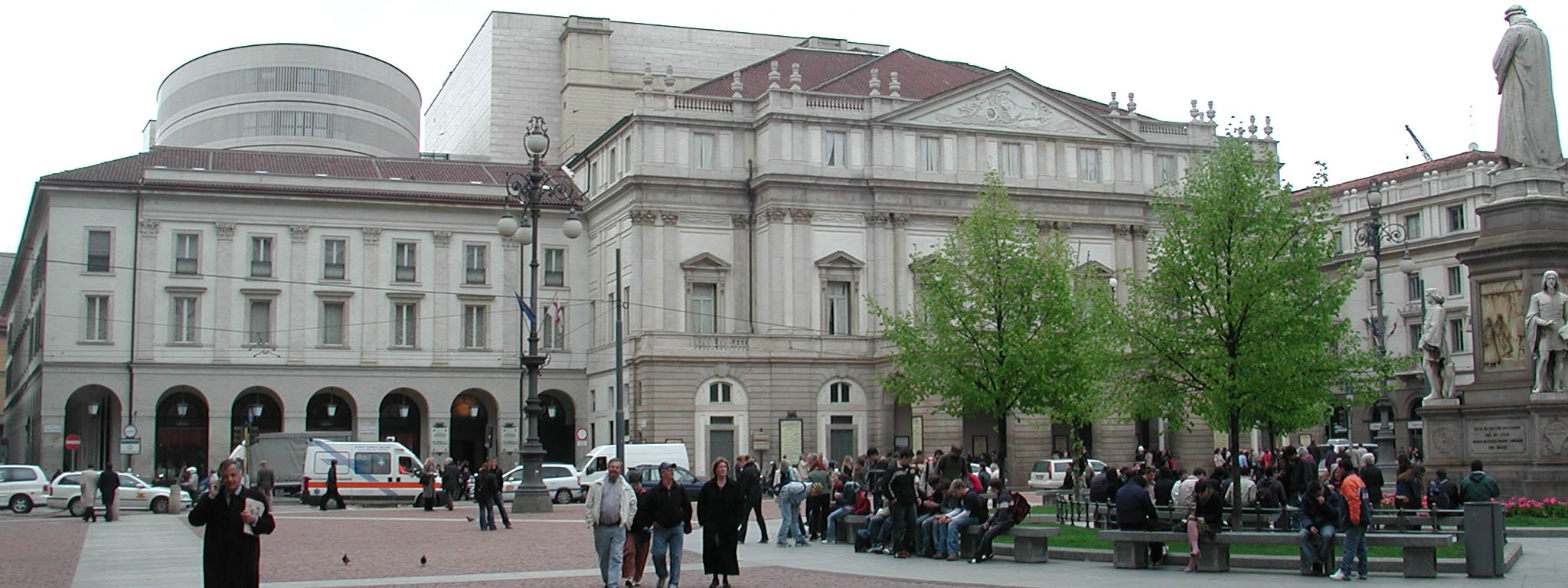
Teatro alla Scala i Milano.

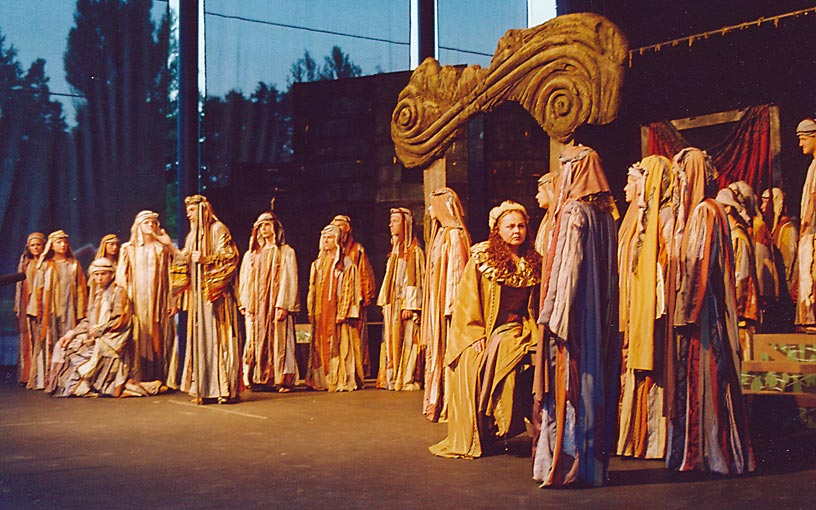
Den schlesiska nationaloperans uppsättning av Nebukadnessar på friluftsteatern i Eberswalde i augusti 2004.

Nebukadnessar (på italienska ursprungligen kallad Nabucodonosor, men senare nedkortad till Nabucco) är en opera i fyra akter av Giuseppe Verdi och libretto av Temistocle Solera.
Premiären ägde rum 9 mars 1842 på Teatro alla Scala i Milano under den fullständiga titeln Nabucodonosor. Inför en uppsättning på San Giacomo-teatern på grekiska Korfu 1844 förenklade man dock den svåruttalade titeln, liksom namnet på den babyloniske kungen, till Nabucco, och den titeln har sedan blivit den gällande på många språk. I Sverige är operan dock mest känd som Nebukadnessar.
Svensk premiär skedde på Stora Teatern i Göteborg den 5 november 1865.

## Historia
Efter fiaskot med Un giorno di regno beslöt Verdi att aldrig mer skriva en opera och bad La Scalas impressario Merelli att lösa honom från kontraktet, men några månader senare övertalade Merelli honom att läsa igenom ett libretto som Otto Nicolai hade läst men refuserat som underlag för en opera. Verdi skrev själv om hur Soleras ord förvandlades till musik inom honom:
"På vägen kände jag ett slags oförklarligt obehag, en väldig trötthet, en smärta, som nästan sprängde hjärtat. När jag väl kommit hem, kastade jag med en häftig rörelse från mig manuskriptet på bordet och blev stående framför det försjunken i tankar. Textboken hade slagits upp av stöten; min blick föll, jag vet inte hur längre hur, på den sida som låg uppslagen framför mig. Och jag läste: 'Va, pensiero, sull'alli dorate...' Jag ögnade också igenom de följande verserna, som gjorde djupt intryck på mig, desto mer eftersom de var hämtade nästan direkt från Bibeln, som jag alltid mycket gärna hade velat läsa. Jag läser ett stycke, jag läser två. Men sedan, med den förnyade föresatsen att aldrig mer komponera, slöt jag textboken och gick till sängs. Men 'Nabucco' hemsöker mitt huvud! Sömnen vill inte infinna sig, jag går upp, läser librettot, inte bara en gång, nej, två, tre, flera gånger; på morgonen, kan jag säga, kunde jag den utantill."
Han satte hela texten till musik, och uruppförandet under karnevalssäsongen 1842 blev en fantastisk succé. Verdi själv betraktade operan som inledningen till sin konstnärliga karriär.

## Personer
- Nabucco/Nebukadnessar, kung av Babylon (baryton)
- Ismaele/Ismael, brorson till kung Sedecia av Jerusalem (tenor)
- Zaccaria/Zacharias, hebréernas överstepräst (bas)
- Abigaille/Abigail, förment Nabuccos äldsta dotter, egentligen dotter till en slavinna (sopran)
- Fenena, Nabuccos äldsta dotter (sopran)
- Baals överstepräst (bas)
- Abdallo, en av Nabuccos gamla officerare (tenor)
- Anna, Zaccarias syster (sopran)
- Babyloniska och hebreiska soldater, hebréer, leviter, hebreiska jungfrur, babyloniska kvinnor, hovfolk, dignitärer, vakter och soldare vid det babyloniska hovet, magiker, folk (kör)

## Handling
Nebukadnessar är berättelsen om hur det israeliska folket längtar tillbaka till sitt Jerusalem under den babyloniska fångenskapen. Nebukadnessar II av Babylonien har erövrat Jerusalem, förstört Salomos tempel och deporterat israelerna till Babylon.
Tid och plats: Jerusalem och Babylon 586-587 f.Kr. och åren därefter.

### Akt I. Jerusalem
I Salomos tempel. Hebréerna ber till Jehova om att Han skall rädda dem undan den babyloniska härskaren. Översteprästen Zaccaria har som gisslan tagit Fenena, den babyloniska kungen Nabuccos dotter. Fenena har tidigare befriat Ismaele, kung Sedecias brorson, ut fångenskapen i Babylon och följt med denne till Jerusalem. De älskar varandra. Ismaele vill nu göra detsamma för Fenena och befria henne. Men Abigaille motsätter sig detta. Abigaille, som sägs vara Nabuccos förstfödda dotter, är också förälskad i Ismaele och har nu tillsammans med sina till hebréer utklädda soldater trängt in i templet. När hon ser sig vara försmådd, svär hon att hämnas. Nabucco besätter templet och Zaccaria hotar att döda Fenena, men hindras av Ismaele. Templet lämnas fritt för plundring och hebréerna förs i fångenskap. Ismaele betraktas som landsförrädare.

### Akt II. Nidingsdådaren

#### Scen 1
Gemaken i palatset i Babylon. Nabucco har upphöjt Fenena till regent. Han själv fortsätter fälttåget mot hebréerna. Baals präster ser sin makt hotad av Fenenas vänskap med hebréerna. Översteprästen låter Abigaille få ett dokument, av vilket det framgår att hon bara är dottern till en slavinna, medan Fenena är den rättmätiga tronföljerskan. Abigaille sluter ett förbund med prästerna, som därefter sprider ut ett falskt rykte om att Nabucco har stupat i strid.

#### Scen 2
Kungapalatsets sal. Zaccaria försöker omvända Fenena till den mosaiska tron. Ismaele döms som förrädare av sin stam, men räddas genom att Fenena övergår till hebréernas tro, eftersom han därigenom har hjälpt en hebreiska. Babylonierna, som blivit vilseledda av det falska ryktet om Nabuccos död, kräver att Abigaille skall krönas till regent. Då dyker Nabucco upp och sätter kronan på sitt eget huvud. Han smädar Babylons gudar och hebréernas Gud och kräver att han själv skall tillbes som gud. Han träffas av blixten och blir vansinnig.

### Akt III. Profetian

#### Scen 1
Babylons hängande trädgårdar. Abigaille låter sig hyllas som drottning. Översteprästen visar henne dödsdomarna över hebrén och Fenena, vilka hon skall underteckna. Den vansinnige Nabucco upptäcker att Abigaille sitter på hans tron. Abigaille övertalar den sinnesförvirrade att allt som sker är till det bästa och låter honom underteckna dödsdomarna. När Nabucco inser att även hans dotter Fenena kommer att dö, vill han ta ifrån Abigaille makten och avslöja sanningen om hennes härstamning, men hon förstör det komprometterande dokumentet.

#### Scen 2
Vid Eufrats stränder. Hebréerna beklagar sig över sin fångenskap och sitt förlorade hemland ("Va pensiero, sull'ali dorate"). Zaccaria uppmanar dem att göra motstånd och förutspår Babylons undergång.

### Akt IV. Den störtade gudabilden

#### Scen 1
I kungapalatset i Babylon. Abigaille har låtit spärra in Nabucco. Denne plågas av mardrömmar. Nabucco väcks av rop och skrik, och tror att det pågår en strid mot hebréerna. När han inser att det är hans dotter Fenena som förs till sin avrättning ber han hebréernas Gud om tillgift och bistånd. Vansinnet lämnar honom och han beger sig tillsammans med sina trogna soldater för att rädda Fenena.

#### Scen 2
De hängande trädgårdarna. Offerritualen skall ta sin början och hebréerna skall dödas framför avbilden av Baal. Nabucco stoppar ritualen och befaller att gudabilden skall förstöras. Men avbilden faller samman av sig självt och hebréerna blir fria från sina bojor. Nabucco skänker fångarna friheten. Man skall bygga ett tempel åt Jehova. Abigaille dör och ber Fenena och hebréerna om förlåtelse.

## Kritik mot Österrike
Verdi var aktiv i kampen för ett enat Italien och precis som flera av Verdis verk är operan en dold kritik mot Österrike som hade stort inflytande över de olika italienska småstaterna. Redan vid premiären förstod man att de förtryckta israelerna skulle föreställa det italienska folket och babylonierna var de inkräktande österrikarna. Detta gestaltas bland annat i det mest kända numret i operan Va, pensiero (Fångarnas kör).

## Diskografi (urval)
- Nabucco. Tito Gobbi, Elena Souliotis, Carlo Cava, Bruno Prevedi. Orchester der Wiener Staatsoper. Lamberto Gardelli, dirigent. Decca (ADD) 478 1717. 2 CD.[2]